# 英力股份
安徽英力电子科技股份有限公司（深交所：300956，简称：英力股份），是中国深圳证券交易所的一家上市公司，是一家从事金属及塑料模具研发、笔记本电脑等电子类产品零部件以及整机生产的企业，主要客户有惠普、戴尔、宏碁等。
公司成立于2015年4月，是由安徽英力电子科技有限公司整体变更设立的股份有限公司，公司前身英力有限系由上海英准投资控股有限公司、陈立荣共同出资组建成立。2021年3月27日在深圳证券交易所挂牌上市，为舒城县首家上市公司。
2020年，公司实现营业收入15.1亿元，同比增长19.8%；实现净利润9954.1万元，同比下降10.2%。